# Wapen van Opzullik

Het wapen van Opzullik (sinds 1926).

Het wapen van Opzullik is het heraldisch wapen van de Henegouwse gemeente Opzullik. Het wapen werd op 31 december 1926 bij koninklijk besluit aan de gemeente toegekend en op 12 februari 1980 bij ministerieel besluit opnieuw aan de fusiegemeente Opzullik toegekend.

## Geschiedenis
De gemeente Opzullik kreeg in 1926 als gemeentewapen het wapen van de familie De Trazegnies toegekend, die reeds sinds het eind van de 12e eeuw de heerlijkheid Opzullik (Silly), later een baronie, als erfdeel had. Aan het eind van de 18e eeuw kwam de baronie in handen van de familie de Ligne, die het tot het eind van het ancien régime behield. Na de fusionering van Opzullik met Fouleng, Gondreghem (Gondregnies), Graty, Hellebeek (Hellebecq), Hove (Hoves), Thoricourt, en Zullik (Bassilly) in 1977 werd het oude gemeentewapen van Opzullik in 1982 aan de nieuwe fusiegemeente toegekend.

## Blazoenering
De blazoenering van het eerste wapen luidde als volgt:

Bandé d'or et d'azur à l'ombre de lion brochant sur le tout et à la bordure engrêlée de gueules.
Geschuinbalkt van goud en azuur van zes stukken, over alles heen een schaduwleeuw en een uitgeschupte zoom van keel.
— Koninklijk Besluit van 31 december 1926.

Het huidige wapen heeft de volgende blazoenering:

Bandé d'or et d'azur à l'ombre de lion brochant sur le tout et à la bordure engrêlée de gueules.
Geschuinbalkt van goud en azuur van zes stukken, over alles heen een schaduwleeuw en een uitgeschupte zoom van keel.
— Ministerieel Besluit van 12 februari 1980.

## Verwante wapens

Wapen van de familie de Trazegnies.
Wapen van Chapelle-lez-Herlaimont.
Voormalige wapen van Irchonwelz.
Voormalige wapen van Trazegnies.